# Barbara Horan Kennedy
Barbara Horan Kennedy (* 5. März 1957 in Leawood, Kansas), oft auch Amanda Horan oder Barbra Horan, ist eine US-amerikanische Film- und Fernsehschauspielerin.

## Leben und Karriere
Im Alter von 14 Jahren begann Barbara Horan Kennedy als Fotomodell für Hallmark Cards zu arbeiten. Mit 16 Jahren folgten Auftritte in lokalen Kaufhäusern, wo sie dafür ausgewählt wurde, für Calvin Klein in einer lokalen Show zu Modeln. Während ihres Stipendiums an der Southern Methodist University, mit den Hauptfächern Bildende Kunst und Journalismus, modelte sie nach dem Unterricht in Dallas. Als dies zu Miss Dallas- und Miss Texas-Kronen führte, ging sie nach Miss USA und ihrem zweiten Jahr nach der SMU nach Los Angeles. Dort bekam sie Rollen in Shows wie CHiPs (1977), Hart to Hart (1979), Cheers (1982) und Remington Steele (1982). Sie trat in sechs Filmen auf, unter anderem My Favourite Year (1982) mit Peter O’Toole. Kurz nach ihrem 31. Geburtstag trat sie wieder ins College ein und schloss ihr Studium mit einem BA in Psychologie ab. Sie erwarb ihren Master-Abschluss in Klinischer Psychologie und wurde Psychologin. Außerdem ist sie Präsidentin und Gründerin des Unternehmens Sassybax, das bequeme BHs herstellt. 

## Filmografie (Auswahl)
- 1980: Fantasy Island (Fernsehserie, 1 Folge)
- 1980–1982: CHiPs (Fernsehserie, 2 Folgen)
- 1980–1983: Ein Duke kommt selten allein (Fernsehserie, 2 Folgen)
- 1981: Hart aber herzlich (Fernsehserie, 1 Folge)
- 1982: Ein Colt für alle Fälle (Fernsehserie, 1 Folge)
- 1982: Ein Draufgänger in New York
- 1983: Das A-Team (Fernsehserie, 1 Folge)
- 1983–1985: T. J. Hooker (Fernsehserie, 2 Folgen)
- 1984: Cheers (Fernsehserie, 1 Folge)
- 1984: Matt Houston (Fernsehserie, 1 Folge)
- 1984: Automan (Fernsehserie, 1 Folge)
- 1984: Charles in Charge (Fernsehserie, 1 Folge)
- 1984: Mike Hammer (Fernsehserie, 2 Folgen)
- 1985: Remington Steele (Fernsehserie, 1 Folge)
- 1985: Die Fälle des Harry Fox (Fernsehserie, 1 Folge)
- 1986: Nachtstreife (Fernsehserie, 1 Folge)
- 1986: Unbekannte Dimensionen (Fernsehserie, 1 Folge)
- 1987: Ein Vater zuviel (Fernsehserie, 1 Folge)
- 1987: Die glorreichen Zwei (Fernsehserie, 1 Folge)
- 1988: Jake und McCabe – Durch dick und dünn (Fernsehserie, 1 Folge)
- 1989: Zurück in die Vergangenheit (Fernsehserie, 1 Folge)

## Alternativnamen
Barbara Horan Kennedy trat unter folgenden Namen auf:
- Barbara Horan Kennedy
- Amanda Horan Kennedy
- Amanda Horan
- Babs Horan
- Barbara Horan
- Barbra Horan
- Amanda Kennedy